# Abbiategrasso
Abietegrasso er en kommune og by i provinsen Milano i regionen Lombardiet i Italien. Byen ligger i dalen ved Po-floden omkring 22 km fra Milano og 38 km fra Pavia.

## Historie
Byen kan dateres tilbage til romerriget. Navnet indikerer at det var en del af territoriet kendt som den frugtbar dal: et dokument fra 1304 refererer til Habiate qui dicitur Grasso, en titel der langsomt blev ændre til Abbiategrasso.
Abbiategrasso modtog en ærestitel som by ved kongeligt dekret d. 31. marts 1932.

## Kultur
Castello Visconteo er et slot opført i 1382 af Gian Galeazzo Visconti oven på et forsvarsværk fra 1200-tallet. Det blev udbygget og dekoreret af Filippo Maria Visconti efter 1438. Det har et firkantet grundplan med firkantede tårne og interiøret har freskoer fra renæssance. det centrale rum har desuden en porticus.
Basilica di Santa Maria Nuova blev bygget i 1388 for at fejre fødslen af Gian Galeazzo Viscontis søn. Der blev tilføjet en søjlegang og ufærdig facade i 1497, hvis søjler tilskrives Donato Bramante.
Derudover findes der kirken Chiesa di San Bernardino fra 1600-tallet, og Casa Albini der blev bygget til en rig borger i 1500-tallet.

## Venskabsbyer
Abbiategrasso er venskabsby med følgende byer:
- Ellwangen, Tyskland
- Langres, Frankrig

## Notable bysbørn
- Christian Abbiati, fodboldspiller
- Franco Moschino, modedesigner
- Giuseppina Tuissi, partisan under 2. verdenskrig
- Marco Villa, cykelrytter